# Замковая гора (Белая Церковь)
Замковая гора (укр. Замкова гора) — городище и урочище на левом берегу реки Рось в центре города Белая Церковь, где находился Юрьев Русский, Киевская область, Украина. Памятник архитектуры XI-XIII веков, взятый под охрану государства согласно постановлению Совета Министров УССР № 711 от 21 июля 1965 года. Имеет охранный номер 100002-Н. Координаты — 49°47′29″ с. ш. 30°06′37″ в. д.

## Древнерусский детинец
В качестве звена Поросской оборонительной линии на Замковой горе в 1032 году появились Корсунь, Богуслав, Стеблев, Володарка (летописный Володарев) и другие населённые пункты Поросья. И именно в тот год на скалистом левом берегу Роси появился военно-феодальный замок, получивший название Юрьев. Замок впоследствии «оброс» городком, который в конце XIII века стал кафедральным центром Поросской епархии.
Сердцем города была Замковая гора с размещенным на ней детинцем (замком). Также на ней стоял белокаменный собор — обязательный атрибут епархиального центра.
Юрьев остается историческим ядром Белой Церкви, так как вокруг Замковой горы было сформировано поселение. Район современной Соборной площади, прилегающей к Замковой горе с северной стороны был достаточно заболоченной местностью, однако юрьевцы преодолели природу, и до разрушения монголо-татарами здесь существовали жилые дома.
Юрьев жил в постоянном напряжении. Набеги печенегов изменились натиском половцев, а затем — татар. Город постоянно мешал их походам на север. Не раз его разрушали до основания. Последний раз Юрьев лежал в руинах в XIII веке.
Сожженый кочевниками Юрьев оставил после себя только высокий полуразрушенный епископский собор. Это сооружение, построенное из белого камня, долгое время служило переселенцам ориентиром среди густых и диких лесов, покрывавших в то время долину Роси.
После повторного сжигания города на Замковой горе остались только руины церкви святого Георгия (построена в 1050 году), которая, в отличие от предыдущего храма, не была белого цвета. Поскольку, по одной из версий, в народе Георгий (Юрий) считался святым, носящим белую одежду, то и остатки храма, который служил ориентиром в степи, тоже стали звать церковью Белого, то есть Юрия.

## Замок XVI века
В 1550 году после многочисленных татарских погромов киевский воевода Семен-Фридрих Глебович Пронский построил четырёхбашенный замок с земляным валом, рвом и дубовыми столбами.